# Kościół św. Stanisława Biskupa w Boguszycach
Kościół pod wezwaniem św. Stanisława Biskupa w Boguszycach w powiecie rawskim (województwo łódzkie) – ufundowany przez Wojciecha Boguskiego, wybudowany w roku 1558, drewniany, 3-nawowy, kryty gontem.
Wnętrze kościoła pokryte jest renesansowymi polichromiami z wizerunkami Chrystusa i Ewangelistów (w prezbiterium) oraz m.in. alegoriami siedmiu grzechów głównych (na stropach naw). Ściany ozdobione są m.in. sceną nawrócenia św. Pawła oraz postaciami polskich biskupów: św. Wojciecha i św. Stanisława.

## Galeria

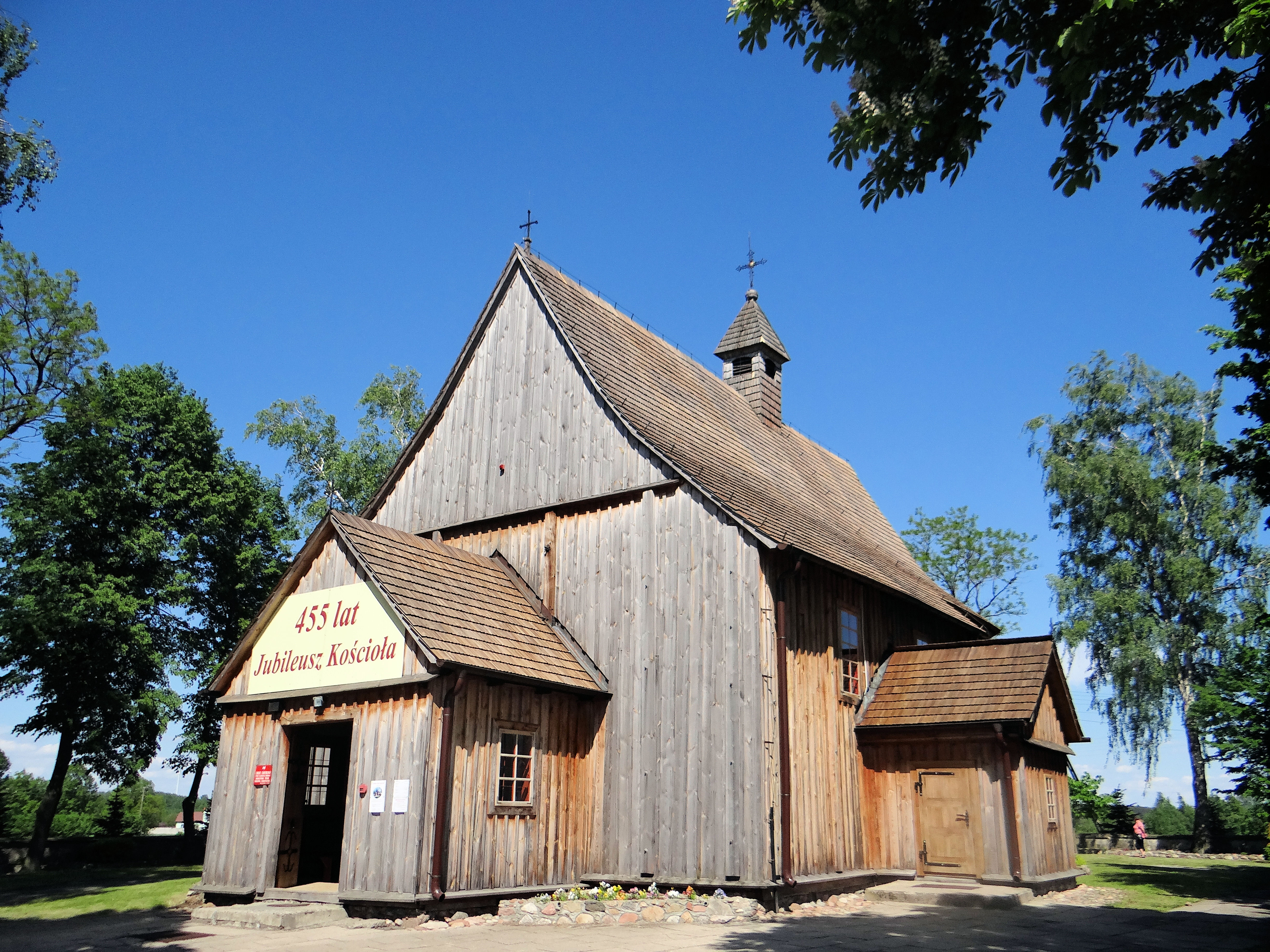
Widok z południowego zachodu (2013)
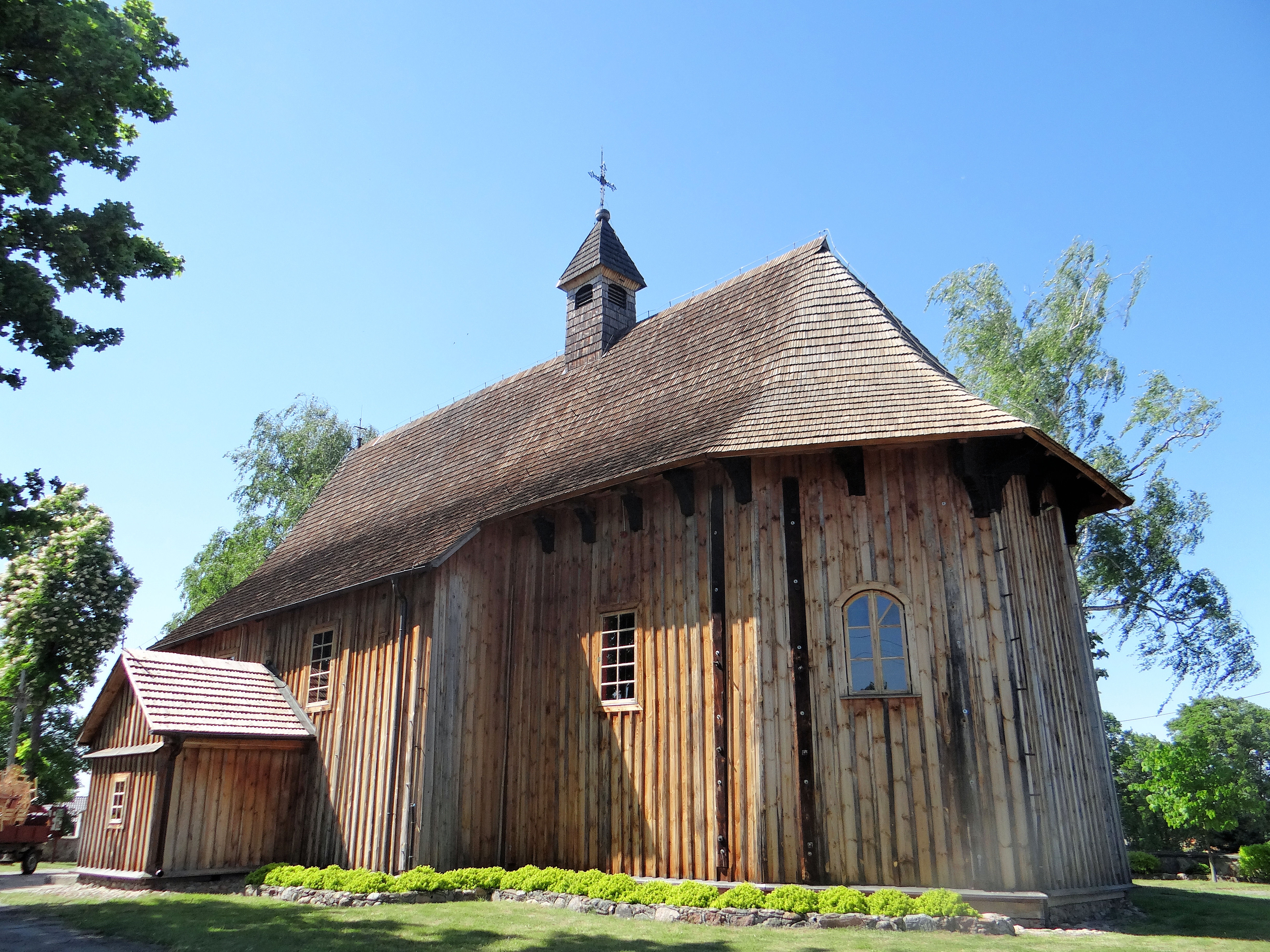
Widok z południowego wschodu (2013)
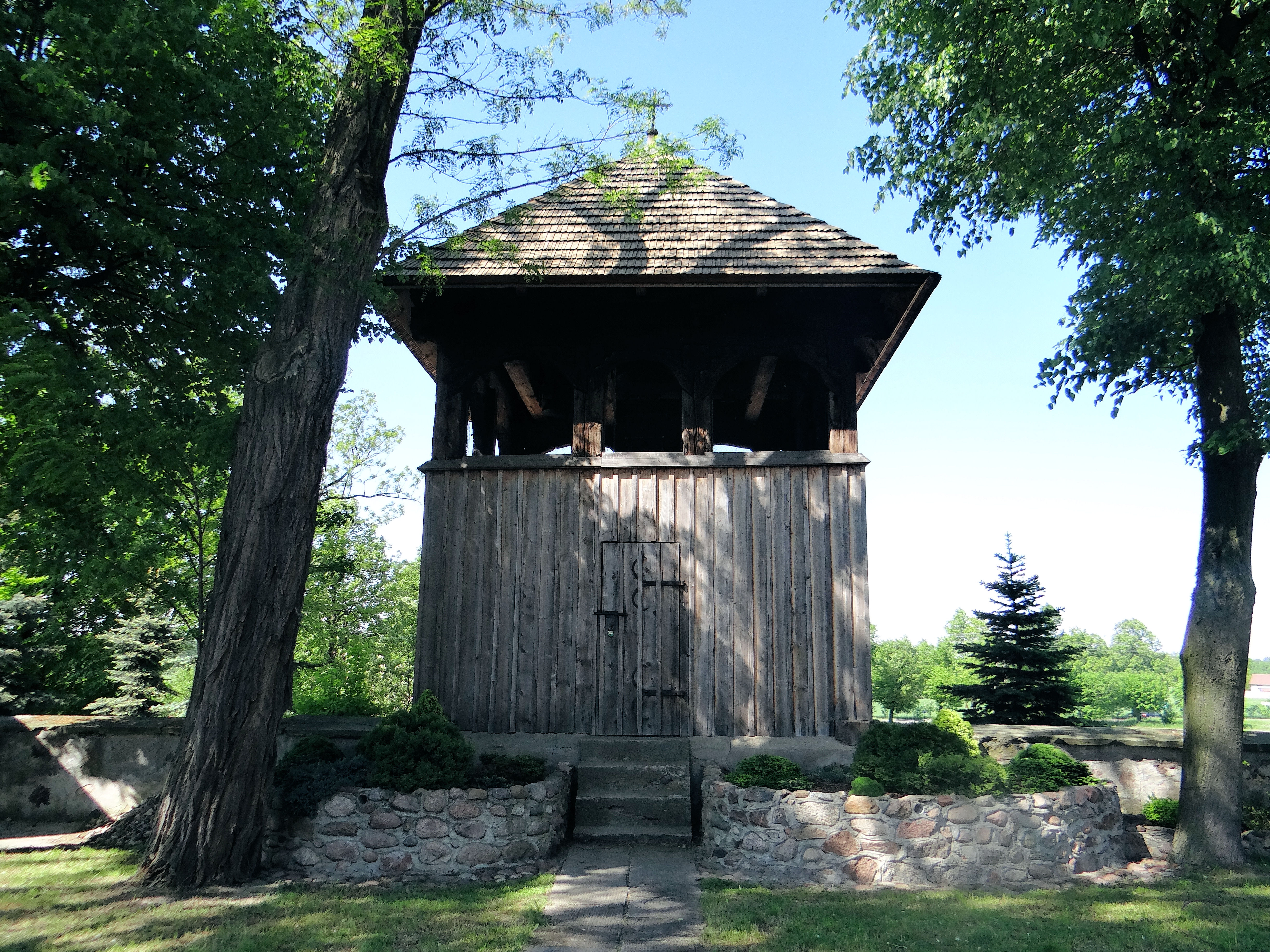
Dzwonnica (2013)
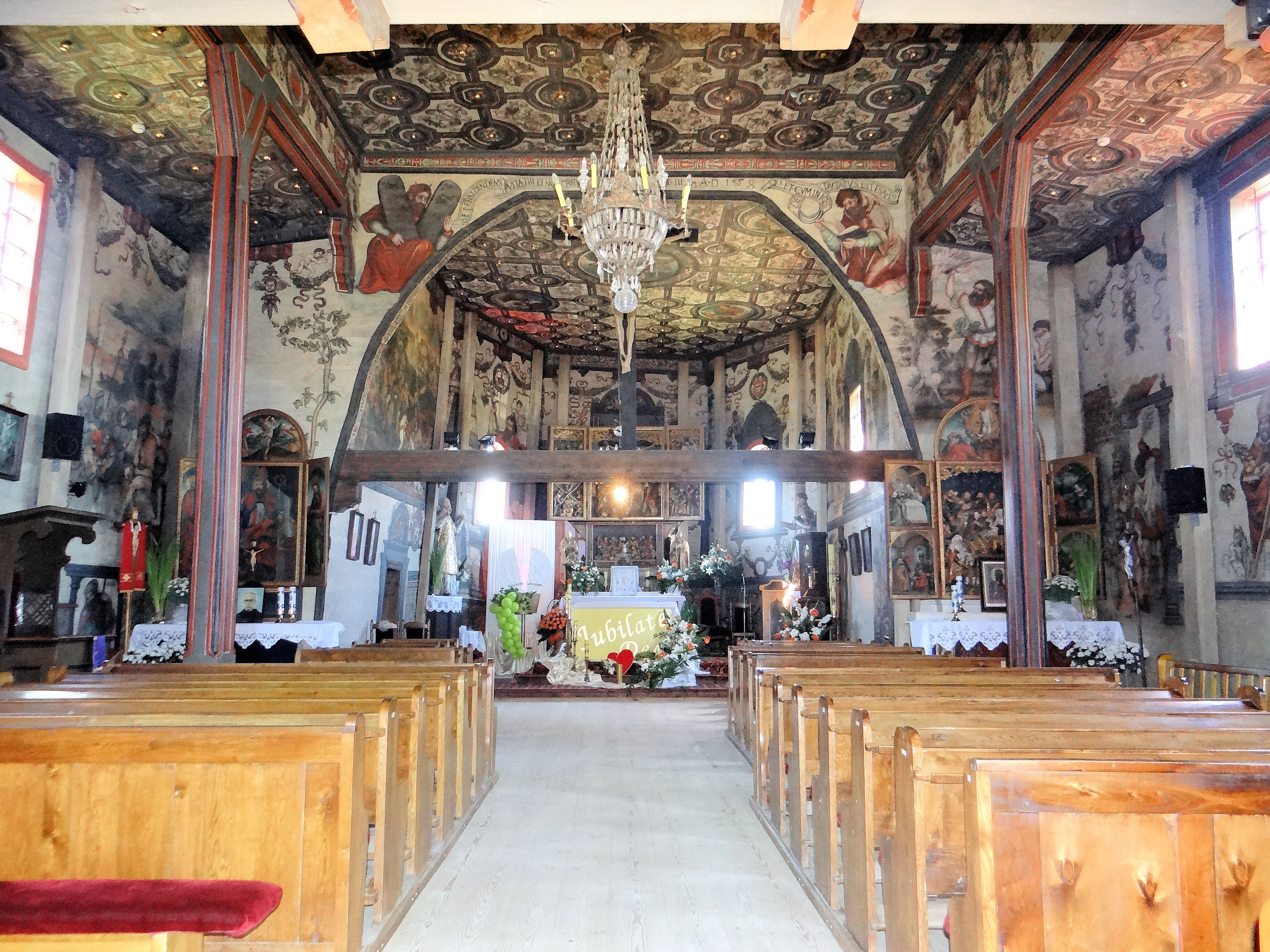
Wnętrze (2013)
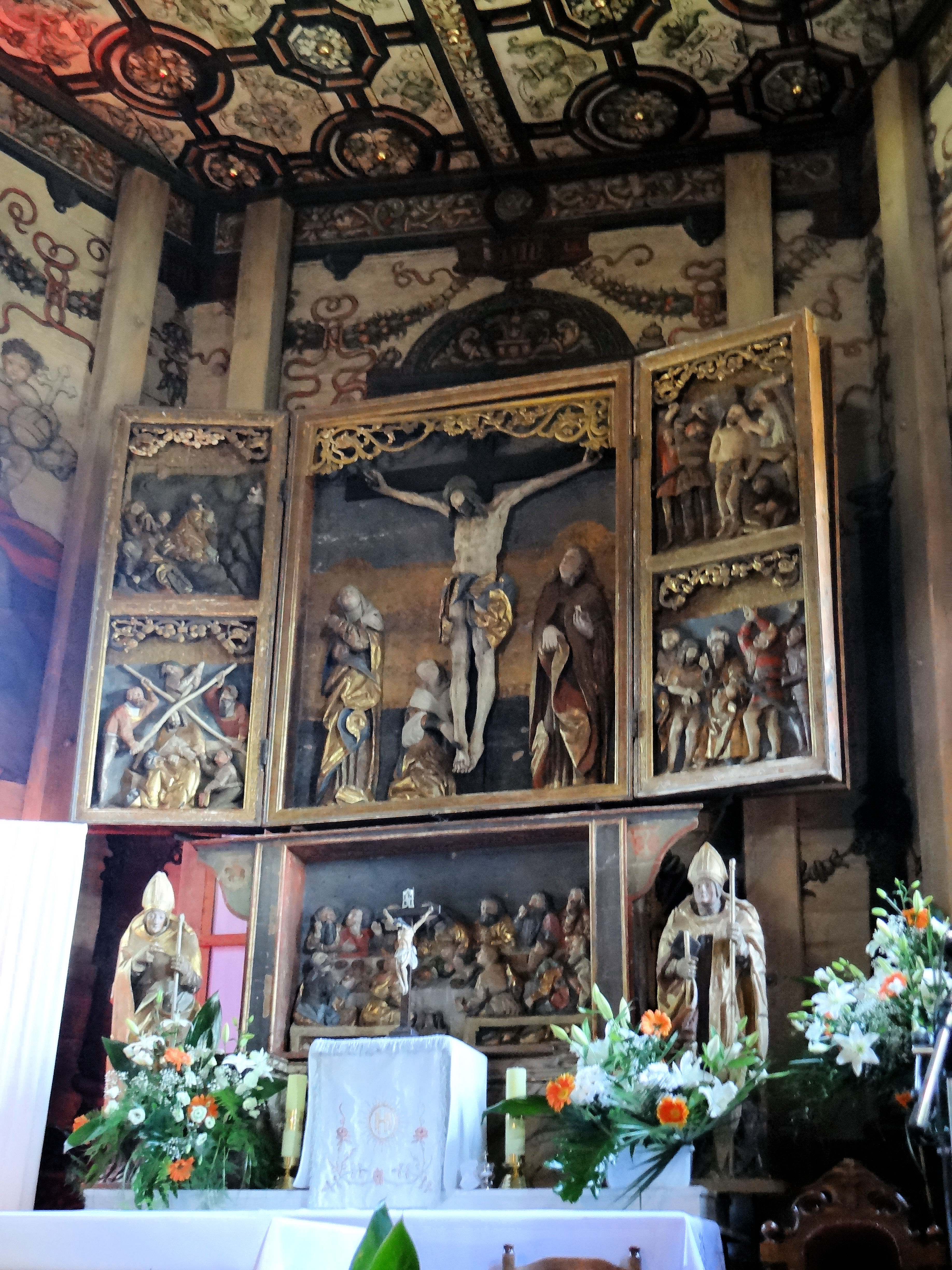
Ołtarz (2013)
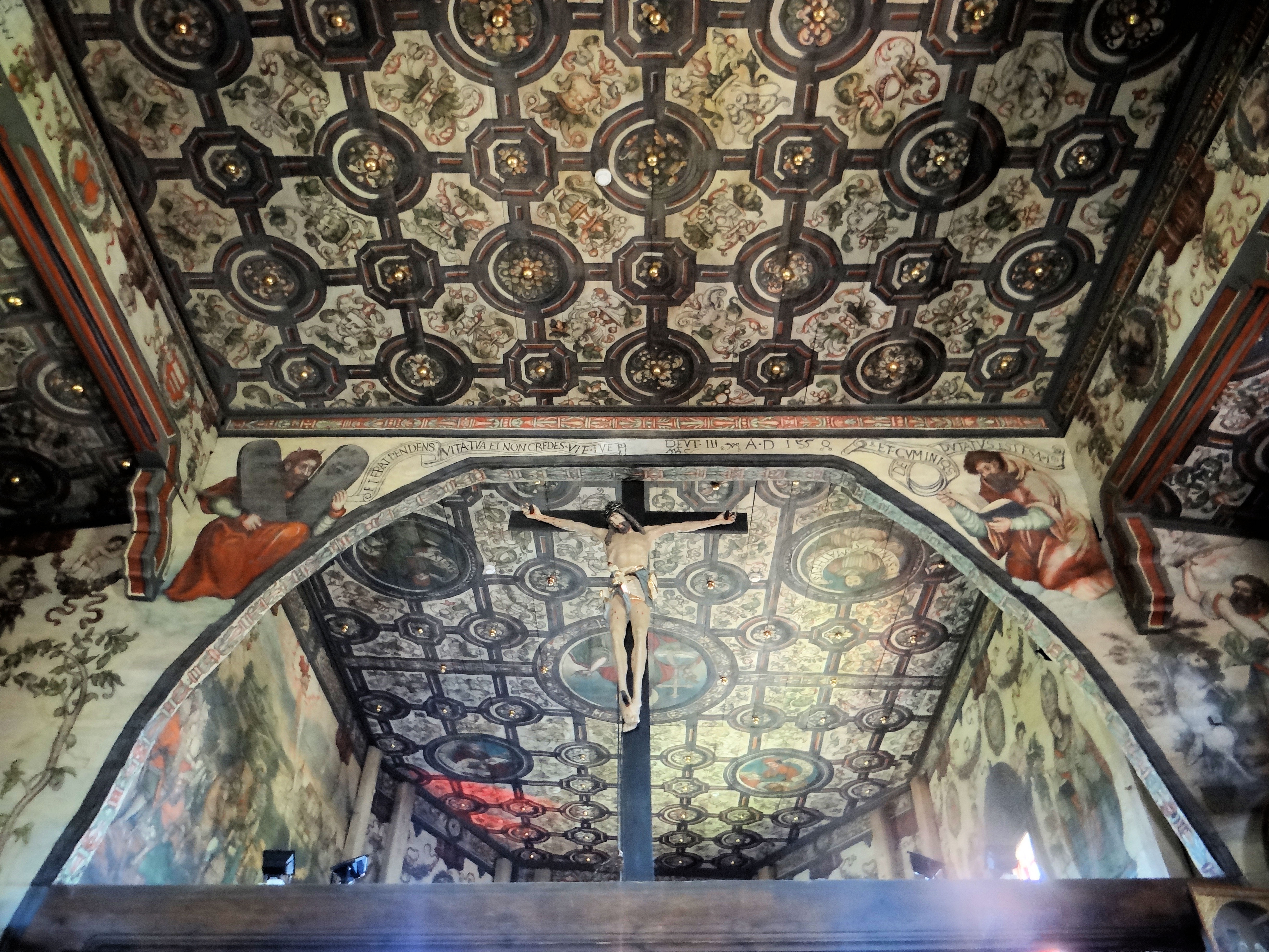
Strop (2013)